# Gekidnappt
Gekidnappt (Originaltitel: Shanghaied) ist eine Stummfilm-Komödie von und mit Charlie Chaplin aus dem Jahr 1915. Der Schwarzweißfilm wurde später eingefärbt.

## Handlung
Ein Reeder will sein Schiff auf einer letzten Reise versenken, um Geld von der Versicherung zu kassieren. Charlie, ein Tramp, der in die Tochter des Reeders verliebt ist, soll Seeleute für dieses Unternehmen schanghaien. Nachdem er erfolgreich drei Matrosen für eine neue Crew gewaltsam rekrutiert hat und seinen Lohn fordert, wird er am Ende selbst unfreiwillig an Bord befördert. Derweil begibt sich die Tochter des Reeders, aus Verzweiflung über die vom Vater verbotene Liebe zu Charlie, als blinder Passagier an Bord, ohne von Charlies Anwesenheit zu wissen. Als der Vater bemerkt, dass seine Tochter an Bord des Schiffes ist, gerät er in Panik. Er befehligt ein kleines Motorboot und versucht zu ihr zu gelangen, bevor sein Schiff versenkt wird. Währenddessen richtet Charlie auf dem Schiffsdeck und beim Assistieren in der Küche allerhand Chaos an. Beim Versuch, während eines starken Sturms mit seiner Seekrankheit fertig zu werden, findet Charlie die Tochter des Eigners unter Deck. Kurz darauf wird die Zündschnur für das Dynamit entzündet und die Verantwortlichen flüchten mit einem Ruderboot. Charlie sieht das Dynamit und wirft es über Bord, wo es im Boot der Kollaborateure explodiert. Charlie und die Tochter des Reeders werden von ihrem Vater, der Charlie gegenüber allerdings für die Rettung seiner Tochter wenig Dankbarkeit zeigt, von dem inzwischen führerlosen Schiff gerettet. Charlie springt daraufhin in scheinbar selbstmörderischer Absicht ins Meer, taucht aber unter dem Rettungsboot zur anderen Seite, wo er sich wieder an Bord hievt. Der Reeder wird von seiner Tochter genötigt ebenfalls ins Wasser zu springen und muss anschließend dem verliebten Paar hinterherschwimmen.

## Hintergrund
Shanghaied entstand zu einer Zeit, als Charlie Chaplin den Höhepunkt seiner Popularität erreicht hatte. Man schätzte sein weltweites Publikum auf 300 Millionen Menschen aller Nationalitäten. Über seinen erstaunlichen Ruhm sagte Chaplin: „Menschen kennen mich in Teilen der Welt, die noch nie von Jesus Christus gehört haben.“

## Rezeption
Julian Johnson von Photoplay schrieb: „Wie immer ist Mr. Chaplin witzig mit einer Komik, die seinen Dreck und seine Vulgarität übersteigt.“
Sime Silverman von Variety schrieb diese Rezension über Shanghaied: „Der Film ist tatsächlich in dem Sinne lustig, dass er jeden zum Lachen bringen würde, ohne ihn zu verletzen. Das ist seltsam für einen ‚Chaplin‘ [Film], und dadurch ist Shanghaied doppelt amüsant. Der Film scheint einem Drehbuch zu folgen. Es gibt eine Handlung, ein Ende (wenn auch wie üblich unlogisch), und Teile während des Films deuten darauf hin, dass die Akteure Rollen haben, was sich dadurch sagen lässt, dass auch andere neben Chaplin Gelegenheit bekommen, sich einen Lacher zu sichern.“
Ted Okuda und David Maska sind sich einig in ihrem Buch Charly Chaplin at Keystone & Essanay: „Shanghaied stellt keinen künstlerischen Meilenstein in Chaplins Karriere dar. Es ist einfach eine rasante, ruppige Komödie, die sowohl Fans als auch Gelegenheitszuschauern gefallen dürfte.“